# Кшенцин (гмина)
Кшенцин (пол. Krzęcin) — сельская гмина (волость) в Польше, входит как административная единица в Хощненский повет, Западно-Поморское воеводство. Население — 3858 человек (на 2005 год).

## География
22 % площадей коммуны заняты лесами, остальные 65 % используются для нужд сельского хозяйства.

## Достопримечательности
- Приходская церковь и кирпичные ворота 14-го века в Krzęcinie
- Церковь восемнадцатого века в Chłopowie
- Дуб — природный памятник на пути к Rębusza
- Церковь 1895 года с усадьбой и парком 19-го века в Granowie
- Церковь каменная конца 16-го века с парком начала 19-го века в Nowym-Klukomiu
- Церковь из восемнадцатого века в Objezierze
- Церковь каменная конца 16-го века с усадьбой начала 20-го века в Ракове
- Гранитная церковь 14-го века в Żeńsku